# Felpéc
Felpéc è un comune di 866 abitanti situato nella contea di Győr-Moson-Sopron, nell'Ungheria nordoccidentale.